# Jennifer White
Jennifer White, pseudonimo di Carly Anne Friedman (Agoura Hills, 7 febbraio 1988), è un'attrice pornografica statunitense.

## Biografia
Nata nella città di Agoura Hills, a nord-ovest della contea di Los Angeles, è stata una cheerleader e ha fatto teatro musicale per circa 13 anni. Dopo il diploma è entrata in una scuola di cosmetologia e ha lavorato in un salone di abbronzatura frequentato da varie pornostar; grazie a questa esperienza ha deciso di iscriversi su Craigslist, attraverso il quale è stata contattata dall'agenzia Metro Talent. 
Ha debuttato ufficialmente nell'industria del porno nel gennaio 2009, all'età di 21 anni. Per la scelta del suo nome d'arte ha dichiarato di aver optato per il nome Jennifer perché per lei ogni ragazza sembra avere quel nome, cui ha aggiunto il cognome White ispirandosi a Biancaneve, sua principessa Disney preferita. Si è definita bisessuale .
Fin dal suo esordio si è esibita in una varietà di scene (tra cui sesso anale ed in doppia penetrazione) lavorando per studi leader del settore come Evil Angel, Hustler, Jules Jordan Video, Naughty America, Bang Bros, New Sensations e Reality Kings.

## Vita privata
È sposata con il produttore pornografico Deacon.

## Premi e riconoscimenti
A partire dal 2011 ha ricevuto i seguenti premi e nomination: 

### AEBD Vod Award
- 2011 - Vincitrice del premio Best Newcomer

### AVN Awards
- 2011 - Candidata al premio Best New Starlet
- 2012 - Candidata al premio Best Oral Sex Scene per Sloppy Head 3 (2010)
- 2012 - Candidata al premio Best POV Sex Scene per Jerkoff Material 6 (2011)
- 2013 - Candidata al premio Best Anal Sex Scene per Star Wars XXX: A Porn Parody (2012)
- 2013 - Candidata al premio Best Three-Way Sex Scene: G/G/B per Farm Girls Gone Bad (2011)
- 2014 - Candidata al premio Best Actress per Stripper 1 (2012)
- 2014 - Candidata al premio Best Group Sex Scene per Party with Rikki Six (2013)
- 2014 - Candidata al premio Best Solo Sex Scene per Teasers: Extreme Public Adventures 7 (2012)
- 2014 - Candidata al premio Most Outrageous Sex Scene per 50 Guy Cream Pie 9 (2013)
- 2015 - Candidata al premio Fan Award: Hottest Ass
- 2016 - Candidata al premio Fan Award: Best Boobs
- 2017 - Candidata al premio Fan Award: Most Epic Ass
- 2018 - Candidata al premio Best Group Sex Scene per Blacked Out 7 (2017)
- 2018 - Candidata al premio Best Three-Way Sex Scene: G/G/B per Jews Love Black Cock (2017)
- 2019 - Candidata al premio Best Group Sex Scene per Fuck Club (2018)
- 2019 - Candidata al premio Best Oral Sex Scene per Deadpool XXX (2018)
- 2020 - Candidata al premio Fan Award: Favorite Female Porn Star
- 2021 - Candidata al premio Best Group Sex Scene per Fuck Club 3 (2019)
- 2021 - Candidata al premio Fan Award: Favorite Female Porn Star

### Nightmoves
- 2018 - Candidata al premio Most Underrated Female Performer
- 2019 - Candidata al premio Unsung Performer Of The Year

### Sex Awards
- 2013 - Candidata al premio Sexiest Adult Star

### Spank Bank Awards
- 2013 - Candidata al premio Asshole (The Sexy Kind) of the Year
- 2013 - Candidata al premio Breakout Star of the Year
- 2013 - Candidata al premio Cock Crazed Cumaholic of the Year
- 2013 - Vincitrice del premio Gangbanged Princess of the Year
- 2013 - Candidata al premio Most Beautiful Seductress
- 2013 - Candidata al premio Most Comprehensive Utilization of All Orifices
- 2013 - Candidata al premio Most Spanked To Girl of the Year
- 2013 - Candidata al premio Porn's Next "It" Girl
- 2014 - Candidata al premio Asshole (The Sexy Kind) of the Year
- 2014 - Candidata al premio BBC Slut of the Year
- 2014 - Candidata al premio Best Body
- 2014 - Candidata al premio Dirty Little Slut of the Year
- 2014 - Candidata al premio DP'd Dynamo of the Year
- 2014 - Candidata al premio Gangbanged Princess of the Year
- 2014 - Candidata al premio Hardest Working Ho in Ho Biz
- 2014 - Candidata al premio Mattress Actress of the Year
- 2014 - Candidata al premio Most Comprehensive Utilization of All Orifices
- 2014 - Candidata al premio Most Spanked To Girl of the Year
- 2014 - Candidata al premio Sexiest Woman Alive
- 2014 - Candidata al premio The Contessa of Cum
- 2014 - Candidata al premio The Total Package
- 2014 - Candidata al premio Wet Dream Girl
- 2015 - Candidata al premio Asshole (The Sexy Kind) of the Year
- 2015 - Candidata al premio Bad Ass Brunette of the Year
- 2015 - Vincitrice del premio BBC Slut of the Year
- 2015 - Candidata al premio Best "O" Face
- 2015 - Candidata al premio DP Diva of the Year
- 2015 - Candidata al premio Hardest Working Ho in Ho Biz
- 2015 - Candidata al premio Most Beautiful Seductress
- 2015 - Candidata al premio Most Comprehensive Utilization of All Orifices
- 2015 - Vincitrice del premio Most Spanked To Girl of the Year
- 2015 - Candidata al premio Sexiest Woman Alive
- 2015 - Candidata al premio The Contessa of Cum
- 2016 - Candidata al premio Asshole (The Sexy Kind) of the Year
- 2016 - Candidata al premio ATM Machine
- 2016 - Candidata al premio Best All Around Porn Goddess
- 2016 - Candidata al premio Bionic Butthole
- 2016 - Candidata al premio DP Diva of the Year
- 2016 - Candidata al premio Hardest Working Ho in Ho Biz
- 2016 - Candidata al premio Most Comprehensive Utilization of All Orifices
- 2016 - Candidata al premio Most Spanked To Girl of the Year
- 2016 - Candidata al premio Sexiest Woman Alive
- 2016 - Candidata al premio Smooth As Silk (aka Best Bald Beaver)
- 2016 - Candidata al premio Wet Dream Girl
- 2017 - Candidata al premio ATM Machine
- 2017 - Candidata al premio Best 'O' Face
- 2017 - Candidata al premio Bionic Butthole
- 2017 - Candidata al premio Born To Hand Job
- 2017 - Candidata al premio Creampied Cutie of the Year
- 2017 - Candidata al premio My (Wet) Dream Girl
- 2017 - Candidata al premio Pretty In Pink (aka Prettiest Pussy)
- 2018 - Candidata al premio (Reverse) Cowgirl Connoisseur of the Year
- 2018 - Candidata al premio Airtight Angel of the Year
- 2018 - Candidata al premio Amazing Anal Artist of the Year
- 2018 - Candidata al premio ATM Machine
- 2018 - Candidata al premio BBC Lover of the Year
- 2018 - Vincitrice del premio Blowbang / Bukkake Badass of the Year
- 2018 - Candidata al premio Cock Worshipper of the Year (Best Whore Knees)
- 2018 - Candidata al premio DP Dynamo of the Year
- 2018 - Candidata al premio Facial Cum Target of the Year
- 2018 - Vincitrice del premio Gangbanged Girl of the Year
- 2018 - Candidata al premio Most Comprehensive Utilization of All Orifices
- 2018 - Candidata al premio My (Wet) Dream Girl
- 2018 - Candidata al premio Pretty In Pink (Prettiest Pussy)
- 2018 - Candidata al premio Size Queen
- 2018 - Candidata al premio The Dirty Little Slut of the Year
- 2018 - Candidata al premio The Most Spanked To Girl of the Year
- 2019 - Candidata al premio Big Dick Adventurist of the Year
- 2019 - Vincitrice del premio Contessa of Cum
- 2019 - Candidata al premio Cuckold Queen of the Year
- 2019 - Candidata al premio Gloryhole Guru of the Year
- 2019 - Candidata al premio Indestructable Butthole
- 2019 - Candidata al premio Most Comprehensive Utilization of All Orifices
- 2019 - Candidata al premio Oral Authority of the Year
- 2019 - Candidata al premio POV Perfectionist of the Year
- 2019 - Candidata al premio Royal Majesty of the Stripper Pole
- 2019 - Candidata al premio Size Queen
- 2019 - Candidata al premio Spit Roasted Superstar of the Year
- 2019 - Candidata al premio The Sexiest Woman Alive
- 2020 - Candidata al premio Cosplay Queen
- 2020 - Candidata al premio Size Queen
- 2020 - Candidata al premio The Total Package

### Spank Bank Technical Awards
- 2013 - Vincitrice del premio Best Use of All Her Fuck Sockets
- 2013 - Vincitrice del premio Hardest Working Ho in the Jizz Biz
- 2013 - Vincitrice del premio The Best Is Yet To Cum
- 2015 - Vincitrice del premio Countess of Contortionism
- 2015 - Vincitrice del premio Indestructable Poop Chute
- 2015 - Vincitrice del premio Prototype of All Future Sex Machines
- 2016 - Vincitrice del premio Baby Batter Addict
- 2016 - Vincitrice del premio Piledriver Princess
- 2018 - Vincitrice del premio Most Overdue For Her Own Showcase
- 2019 - Vincitrice del premio A Decade of Under Appreciated Excellence
- 2020 - Vincitrice del premio Transcended Supreme Sexiness

### XBIZ Awards
- 2014 - Candidata al premio Best Actress - Couples-Themed Release per Stripper 1 (2012)
- 2014 - Candidata al premio Best Scene - Couples-Themed Release per Stripper 1 (2012)
- 2025 - Best Sex Scene - Vignette per Negotiation con Kendra Sunderland e Jason Luv[7]

### XCritic Awards
- 2018 - Candidata al premio Underrated Starlet

### Xrco Awards
- 2014 - Candidata al premio Superslut of the Year

## Filmografia parziale
- 110% Natural 18 (2009)
- Barely Legal 97 (2009)
- Busty Secretaries (2009)
- Cougars Crave Young Kittens 2 (2009)
- Feed The Models 1 (2009)
- Pure 18 11 (2009)
- Sadie and Friends 4 (2009)
- So You Wanna Be A Pornstar 1 (2009)
- Sorry Daddy, Whitezilla Broke My Little Pussy 1 (2009)
- Sorry Daddy, Whitezilla Broke My Little Pussy 3 (2009)
- 18YearsOld.com 7 (2010)
- Addicted to Boobs 7 (2010)
- American Anal Sluts (2010)
- Anal Buffet 4 (2010)
- Anal Overdose 1 (2010)
- Anal Treats (2010)
- Ass Parade 27 (2010)
- Asslicious 2 (2010)
- Babysitter Diaries 4 (2010)
- Big Dick Gloryholes 6 (2010)
- Big Wet Asses 18 (2010)
- BJ's In PJ's 1 (2010)
- Bubble Butt Babysitters (2010)
- Bus Stop Girls (2010)
- Creature Feature (2010)
- Cum Fart Cocktails 8 (2010)
- Don't Tell My Wife I Assfucked the Babysitter 2 (2010)
- Entry in the Rear POV (2010)
- Everything Butt 10385 (2010)
- Fuck Team 5 8 (2010)
- Girlvert 19 (2010)
- Her First Older Woman 10 (2010)
- Hot Girls in Tight Jeans (2010)
- I'm Young, Dumb And Thirsty For Cum 3 (2010)
- In the Butt 4 (2010)
- Lady Mechanics (2010)
- Liquid Gold 19 (2010)
- Lord of Asses 15 (2010)
- Masturbation Nation 10 (2010)
- Masturbation Nation 9 (2010)
- My Gigantic Toys 9 (2010)
- My Oldest Fuck 2 (2010)
- Natural Knockers (2010)
- Naughty Athletics 11 (2010)
- Naughty Bookworms 20 (2010)
- Naughty Rich Girls 3 (2010)
- POV Pervert 12 (2010)
- Pretty Sloppy 3 (2010)
- Schoolgirl POV 8 (2010)
- Secret Orgy Club (2010)
- Session (2010)
- Sex and Submission 10760 (2010)
- She's Gonna Blow POV 2 (2010)
- Slave 5 (2010)
- Sloppy Head 3 (2010)
- Slumber Party 3 (2010)
- Smiths (2010)
- Teens Like It Big 8 (2010)
- Throat Fucks 2 (2010)
- Throated 24 (2010)
- Tori Black Is Pretty Filthy 2 (2010)
- Wanna Fuck My Daughter Gotta Fuck Me First 7 (2010)
- Wanna Fuck My Daughter Gotta Fuck Me First 9 (2010)
- Whores on the 14th (2010)
- Young and Glamorous 2 (2010)
- Anal Prom Queens (2011)
- Ass Masterpiece 5 (2011)
- Asseaters Unanimous 23 (2011)
- ATK Galleria 14: Behind the Dorm Room Door (2011)
- Bad Teachers Uncovered (2011)
- Barefoot Confidential 71 (2011)
- Brand New Faces 33 (2011)
- Breaking Up (2011)
- Butts 101 (2011)
- Captain America XXX: An Extreme Comixxx Parody (2011)
- Cock Sucking Challenge 10 (2011)
- Cock Sucking Challenge 9 (2011)
- Faces Loaded 1 (2011)
- Facial Cum Catchers 17 (2011)
- Fantasy Solos 2 (2011)
- Farm Girls Gone Bad (2011)
- Fuck a Fan 15 (2011)
- Handjob Winner 12 (2011)
- Hollywood Icons Come to Life (2011)
- Interrogation Room (2011)
- Jerkoff Material 6 (2011)
- Job for Jenna (2011)
- Johnny Fender's Mouths To Feed (2011)
- Lesbian Office Seductions 5 (2011)
- Like Sister Like Slut (2011)
- My Personal Masseuse (2011)
- Naughty Office Girls (2011)
- New Dad in Town (2011)
- New Girls (2011)
- Pure 18 17 (2011)
- Slut Tracker 2 (2011)
- Solo Sweethearts 2 (2011)
- Stroke Suck and Tease 14 (2011)
- Suck It and Swallow 11 (2011)
- Tight Holes Big Poles 7 (2011)
- Twilight The Porno and Other XXX Parodies (2011)
- University Gang Bang 8 (2011)
- We Are Fucking with Our Neighbors 1 (2011)
- Wet Dream on Elm Street (2011)
- Whale Tail'n 4 (2011)
- 1, 2, 3, 4 Jennifer's a Cheating Whore (2012)
- Aching Ball Handjob 9 (2012)
- Amateur Violations 2 (2012)
- Anal Overload (2012)
- Athletic Support 4 (2012)
- ATK Anal Fantasies (2012)
- Blowjob Winner 12 (2012)
- Blowjob Winner 14 (2012)
- Cock Sucking Challenge 15 (2012)
- Cock Sucking Challenge 16 (2012)
- College Girl Chronicles (2012)
- Crack Fuckers (2012)
- Cream Dreams (2012)
- Cum Eating Cuckolds 20 (2012)
- Cuntry Girls (2012)
- Family Guy: The XXX Parody (2012)
- Fluffers 11 (2012)
- Fluffers 12 (2012)
- Fluffers 13 (2012)
- Fuck a Fan 16 (2012)
- Fuck a Fan 17 (2012)
- Fuck a Fan 18 (2012)
- Fuck Me and My BFF 1 (2012)
- Fuck Me Like A Whore (2012)
- Gangbang Her Little White Thang 12 (2012)
- Gangland 83 (2012)
- Girl On Girl Fantasies 3 (2012)
- Handjob Winner 13 (2012)
- Handjob Winner 15 (2012)
- Hot Teen Next Door 9 (2012)
- Justice League 3D-X (2012)
- King Of Queens XXX And Other XXX Parodies (2012)
- KissMe Girl 10 (2012)
- KissMe Girl Explicit: Jennifer White and Lily LaBeau (2012)
- Mammoth Dick Brothers 3 (2012)
- No Cum Dodging Allowed 12 (2012)
- Office Sluts (2012)
- Party of Rikki Six (2012)
- Poolside Pussy (2012)
- Porn Parodies (2012)
- POV Life 4 (2012)
- Queen of the Strap-On 4 (2012)
- Real Wife Stories 12 (2012)
- Real Workout 6 (2012)
- Sassy Ass (2012)
- Seduction of Katja Kassin: An All Girl Gang Bang Fantasy (2012)
- Six in Me 2 (2012)
- Sloppy Girl 8 (2012)
- Slumber Party 20 (2012)
- Squirtamania 31 (2012)
- Star Wars XXX: A Porn Parody (2012)
- Stripper 1 (2012)
- Teacher's Pet 4 (2012)
- Teasers: Extreme Public Adventures 7 (2012)
- Teens Like It Big 13 (2012)
- Throated 38 (2012)
- Unplanned Orgies 11 (2012)
- Unplanned Orgies 12 (2012)
- Unplanned Orgies 13 (2012)
- Unplanned Orgies 14 (2012)
- 10 Pretty Teens In 10 Dirty Scenes (2013)
- 5 Shades of Discipline (2013)
- 50 Guy Cream Pie 9 (2013)
- All Girl Pussy Riot (2013)
- All Star Celebrity XXX: Jennifer White (2013)
- Amazing Asses 7 (2013)
- Amazing Asses 8 (2013)
- Big Tit Office Sluts (2013)
- Blowjob Winner 15 (2013)
- Blowjob Winner 16 (2013)
- Buttsex Nymphos 2 (2013)
- Cock Sucking Challenge 26 (2013)
- Creeping In The Back Door (2013)
- Crowd Control 2 (2013)
- Cum Vacuums 2 (2013)
- Fluffers 15 (2013)
- Fluffers 16 (2013)
- Frosty Faces (2013)
- Fuck a Fan 19 (2013)
- Fuck a Fan 20 (2013)
- Gangland Cream Pie 28 (2013)
- Great American Slut Off 1 (2013)
- Great American Slut Off 4 (2013)
- Handjob Winner 16 (2013)
- Handjob Winner 17 (2013)
- KissMe Girl 13 (2013)
- Legs 3 (2013)
- Lick Her Lovers 1 (2013)
- Liquor In The Front, Poker In The Rear (2013)
- My New Black Stepdaddy 14 (2013)
- Oil (2013)
- Party with Rikki Six (2013)
- Paste My Face 31 (2013)
- Sexually Broken 30 (2013)
- Sexually Broken 35 (2013)
- Skin Tight (2013)
- Sloppy Girl 10 (2013)
- Slumber Party 21 (2013)
- Slumber Party 24 (2013)
- Slumber Party 25 (2013)
- Snort That Cum 10 (2013)
- Spit and the Speculum 2 (2013)
- Unplanned Orgies 16 (2013)
- Unplanned Orgies 18 (2013)
- 3 Girls For Every Guy (2014)
- All New Beaver Hunt 8 (2014)
- Amazing Asses 15 (2014)
- Anal Overload 2 (2014)
- Beautiful Girls Having Sex (2014)
- Big Titty MILF Shake 10 (2014)
- Blowjob Winner 17 (2014)
- Blowjob Winner 19 (2014)
- Buttsluts 2 (2014)
- Diesel Dongs 34 (2014)
- Do Brunettes Do It Better 3 (2014)
- Fear Of A Black Penis (2014)
- Fluffers 17 (2014)
- Foursomes or Moresomes 3 (2014)
- Fuck a Fan 21 (2014)
- Fuck Me Silly (2014)
- Gang Bang Academy 4 (2014)
- Gangland: Super Gang Bang 4: Cream Pie Edition (2014)
- Good to the Last Drop (2014)
- Great American Slut Off 5 (2014)
- Hair There and Everywhere (2014)
- Handjob Winner 18 (2014)
- Happy Ending Handjobs 8 (2014)
- Headcase (2014)
- Let's Bang One Out (2014)
- Lez Be Lovers (2014)
- Mandingo Wow It's So Big (2014)
- My Girl Loves Anal (2014)
- My Sister's Hot Friend 37 (2014)
- My Step Sister Squirts 2 (2014)
- New Girl In Town 17 (2014)
- Petite Chicks Stretched By Black Monster Dicks 4 (2014)
- Porno Professor 4: Menage a Trois (2014)
- Praise The Load 9 (2014)
- Rear Ended (2014)
- Shane Diesel's Dirty Little Babysitter (2014)
- Slumber Party 29 (2014)
- Sluts Next Door (2014)
- Squirting Girlfriends (2014)
- Super Sex Parties 2 (2014)
- Super Sex Parties 3 (2014)
- Teen Overload (2014)
- Teenage Rampage 15 (2014)
- Teenage Rampage 17 (2014)
- Teens Love Anal (2014)
- Three's Cumpany (2014)
- Unplanned Orgies 19 (2014)
- Unplanned Orgies 21 (2014)
- Watch Me Diddle My Pussy (2014)